# Biró Ferenc (gimnáziumi tanár)
Biró Ferenc, 1901-ig Bleier (Szeghalom, 1894. június 17. – Budapest, 1954. május 2.) székesfővárosi gimnáziumi tanár.

## Pályafutása
Szülei Bleier Fülöp és Stern Amália. Középiskolai tanulmányait Sepsiszentgyörgyön kezdte, majd a budapesti V. kerületi állami gimnáziumban végezte. Budapesten járt egyetemre, 1909-ben szerezte meg doktorátusát. Még ezt megelőzően, 1906-ban lépett a tanügyi pályára. 1912-ben a fővárosba került és előbb a Százados úti polgári iskola, majd a IV. kerületi községi reáliskola, utóbb gimnázium magyar-történelem szakos tanára volt. 1927. július 10-én Budapesten házasságot kötött Sohr Jolánnal. Halálát agyvérzés okozta.
Cikke megjelent az Oktatófilmkirendeltség Hivatalos Közleményeiben (1937?).

## Művei
- Forgách Ferenc mint történetíró. Kolozsvár, 1908.
- A magyar uralom Dalmáciában. Budapest, 1909.